# Meloe elegantulus
Meloe elegantulus is een keversoort uit de familie van oliekevers (Meloidae). De wetenschappelijke naam van de soort is voor het eerst geldig gepubliceerd in 1934 door Semenov & Arnoldi.